# Église catholique aux États-Unis

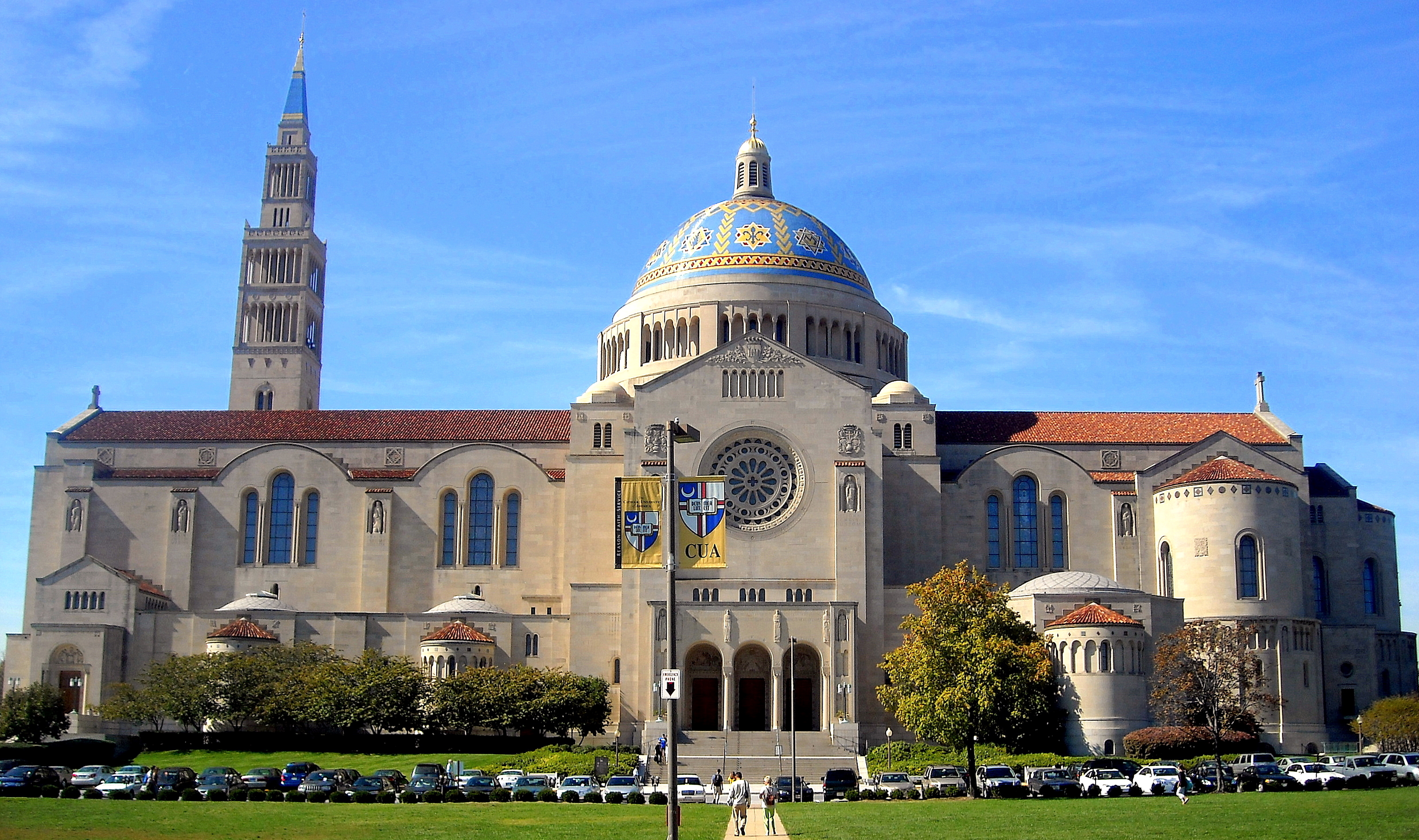
La basilique de l’Immaculée-Conception, à Washington, est la plus grande église catholique des États-Unis.

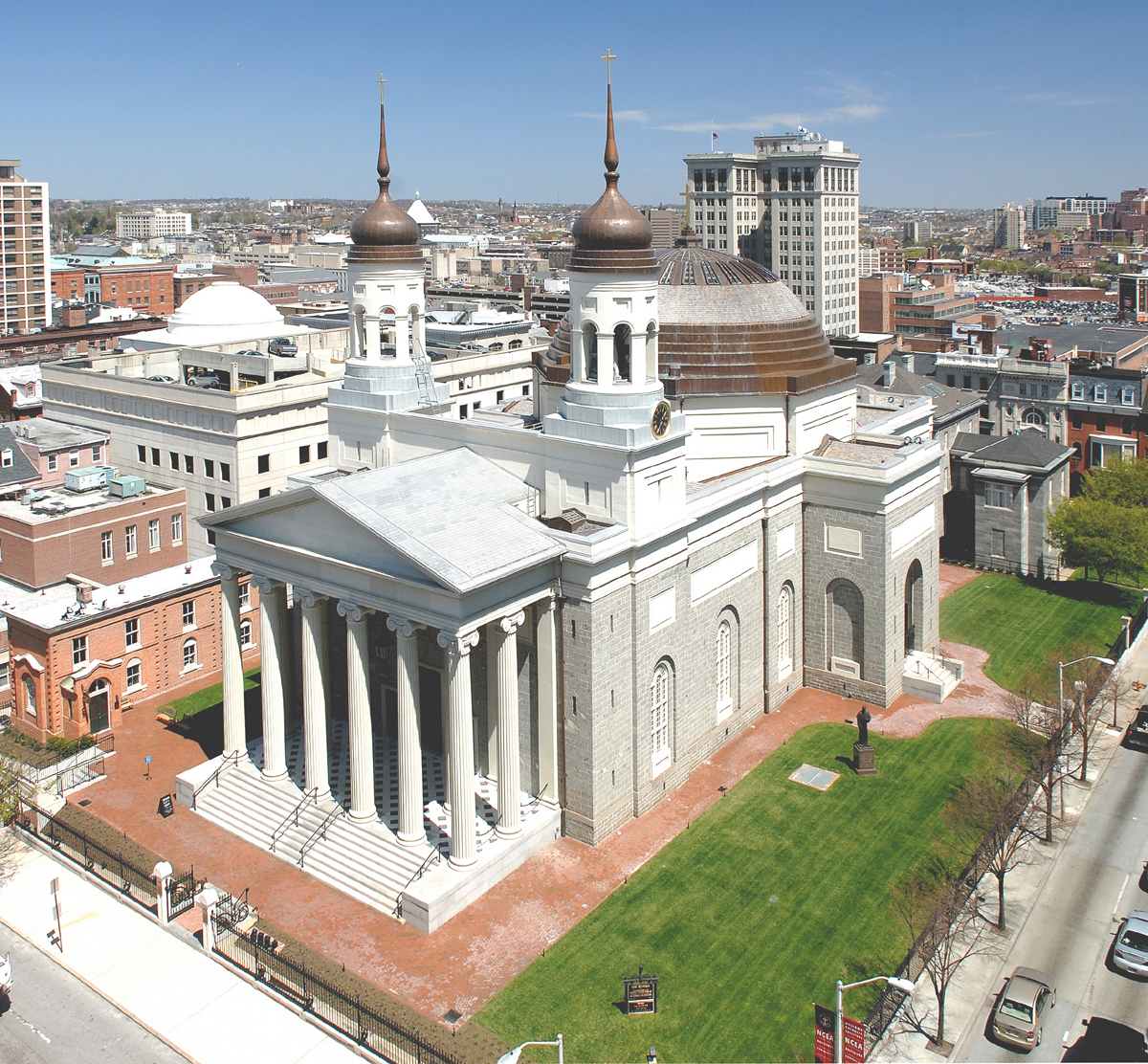
La basilique de l’Assomption de Baltimore est la plus ancienne cathédrale catholique du pays.

L'Église catholique des États-Unis est en pleine communion avec Rome et fait partie de l'Église catholique universelle. Le catholicisme est la plus grande dénomination religieuse du pays où 24 % de la population a reçu le baptême catholique ; dans un sens très étroit, les catholiques ont cependant pu être considérés comme appartenant à une minorité religieuse. En 2010, avec environ 70 millions d'Américains professant cette foi, les États-Unis ont la quatrième plus grande population catholique après le Brésil, le Mexique et les Philippines.

## Histoire

### Débuts: de 1492 à 1776
L'année 1492 est celle de l'arrivée de Christophe Colomb sur le futur sol américain. Le catholicisme s'implante ensuite dans ce qui n'était pas encore les États-Unis lors de la colonisation européenne des Amériques. La France, l'Espagne et l'Angleterre, respectivement catholiques et protestante, se disputent ces territoires. Les premiers missionnaires catholiques sont espagnols et établissent des missions au sud du pays, dans les États actuels de la Floride, de la Géorgie, du Texas, du Nouveau-Mexique et de la Californie, et à Porto Rico. La première messe, célébrée par des dominicains, a lieu à Pensacola (Floride) le 15 août 1559, jour de la fête de l'Assomption de Marie. C'est également en Floride qu'est construite en 1565, à Saint Augustine, la première église du pays[réf. incomplète]. Les Français disposent quant à eux du grand territoire de la Nouvelle-France et fondent notamment des missions en Louisiane. L'évangélisation des populations locales est difficile, et si certains religieux ont un comportement exemplaire, à l'exemple de Bartolomé de Las Casas, l'attitude générale des colons n'encourage guère les conversions (on compte cependant des exceptions comme celle de Kateri Tekakwitha). Aujourd'hui, seul un Native American sur six est catholique.
Dans les Treize colonies appartenant à l'Empire britannique, de confession anglicane, le catholicisme est minoritaire et parfois persécuté, même si dans les colonies du centre (New York, Pennsylvanie…) différentes confessions cohabitent sans heurts. Les Test Acts (XVIIe siècle) réduisent les droits des catholiques et des non-conformistes.
En 1776, on ne compte aux États-Unis que 25 000 catholiques et 24 prêtres. Charles Carroll de Carrollton est le seul signataire catholique de la Déclaration d'indépendance des États-Unis.

### XIXesiècle

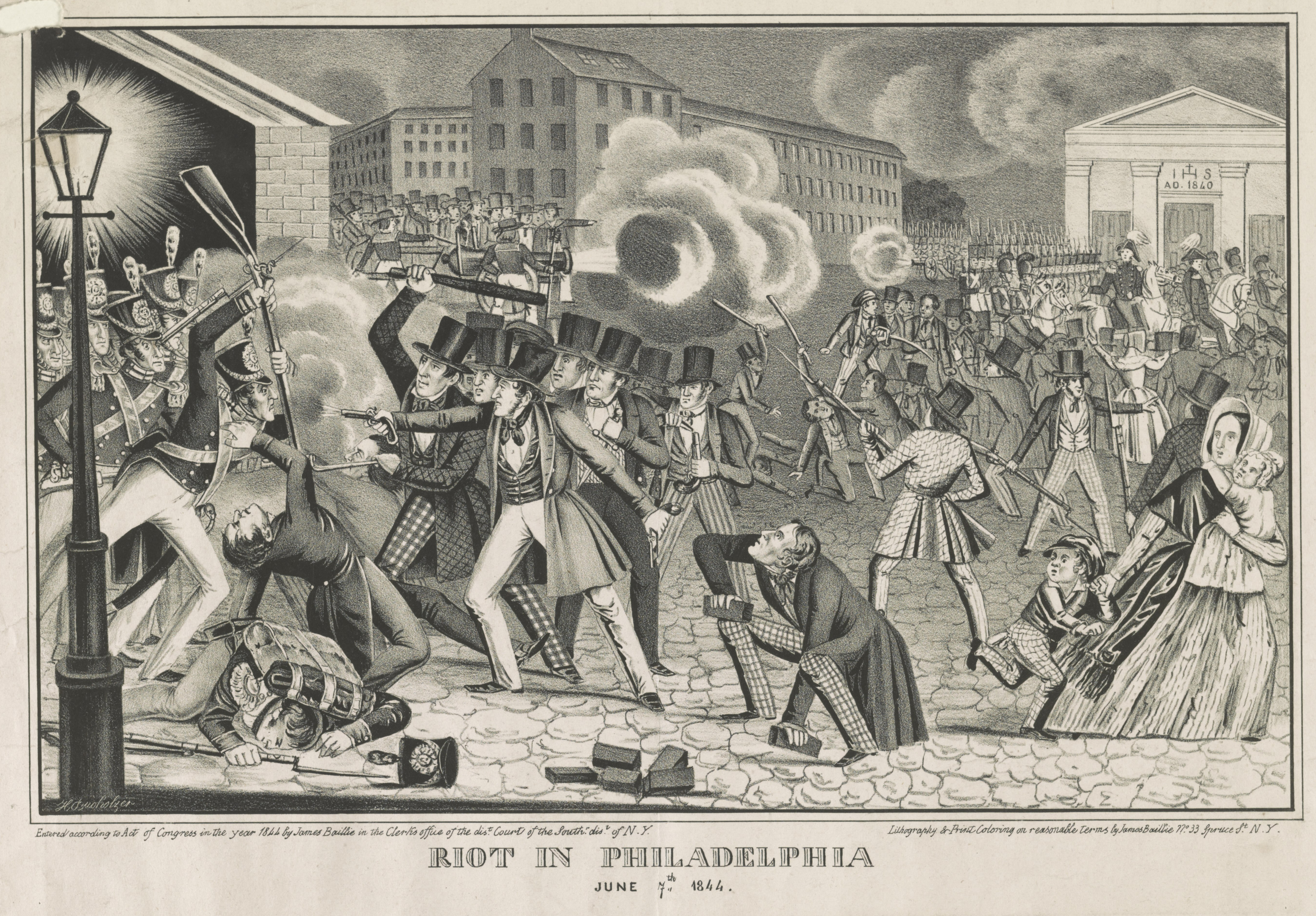
Gravure évoquant l'émeute du 7 juillet 1844 à Philadelphie, première manifestation importante du rejet des immigrés catholiques par les protestants nativistes.

Le nombre de catholiques dans les États-Unis contigus augmente mécaniquement grâce à l'achat de la Louisiane en 1803, au traité d'Adams-Onís (cession de la Floride par les Espagnols) en 1819, et au traité de Guadalupe Hidalgo de 1848 par lequel le Mexique cède des territoires aux États-Unis (cession mexicaine) et qui met fin à la guerre américano-mexicaine. En effet, dans ces régions, les catholiques — pour la plupart des descendants des premiers colons arrivés aux XVIe et XVIIe siècles — sont nombreux et présents depuis des siècles.
Cependant, le nombre de catholiques s'accroît principalement dans la deuxième moitié du XIXe siècle et au début du XXe siècle, du fait de l'afflux massif d'immigrés européens. Les Irlandais, qui fuient la grande famine, sont parmi les premiers à arriver. Ils influencèrent grandement le catholicisme américain, notamment en raison de leur connaissance de l'anglais, la langue du pays, et du nombre important de vocations sacerdotales dans leurs rangs. D'autres immigrants arrivèrent d'Italie, d'Allemagne, d'Autriche-Hongrie et de Pologne. Des catholiques originaires du Canada français s'établissent également en Nouvelle-Angleterre au milieu de XIXe siècle. Alors qu'initialement, ces différents groupes ethniques avaient tendance à vivre chacun de leur côté et à exiger des paroisses « nationales », ils finissent par se mélanger. En 1850, les catholiques deviennent la principale dénomination religieuse du pays, et entre 1860 et 1890, leur population triple. Ils sont douze millions en 1905.
Leur afflux et la place de plus en plus importante que prendrait logiquement l'Église catholique dans la vie politique et culturelle du pays apparaît alors comme une menace pour certains protestants américains. Des mouvements politiques anti-catholiques comme le Know Nothing et des organisations telles que l'Institution d'Orange, l'American Protective Association et le Ku Klux Klan les prennent pour cible. Les catholiques sont victimes de discriminations et se heurtent au nativisme. L'animosité entre protestants et catholiques diminue cependant au cours du XIXe siècle, même si quelques protestants continuent de redouter « l'influence catholique » exercée, selon eux, sur le gouvernement.
Au XIXe siècle, des Jésuites, comme le père Pierre-Jean De Smet, partent en mission aux États-Unis où ils entreprennent un travail pastoral important, notamment avec les Indiens, et fondent de nombreuses universités telles que Regis University, Gonzaga University, Seattle University, l'université de Santa Clara, l'université de San Francisco… Dans la deuxième moitié du XIXe siècle, les conseils pléniers de Baltimore (1852, 1866, 1884) ont pour résultat la promulgation du catéchisme de Baltimore et l'établissement de l'université catholique d'Amérique.

### XXe-XXIesiècle

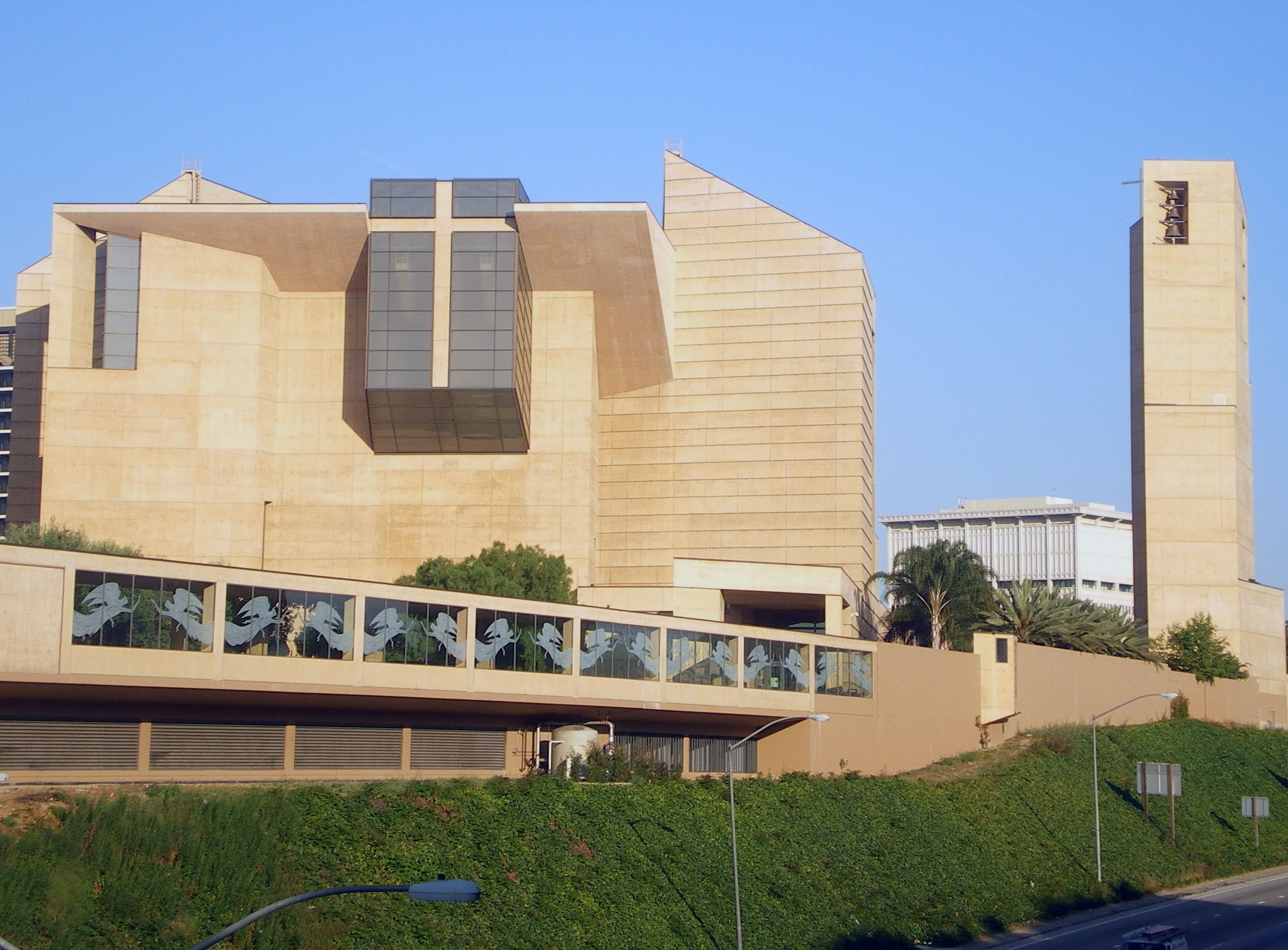
La cathédrale post-moderniste Notre-Dame-des-Anges de Los Angeles, consacrée en 2002.

Au début du XXe siècle, environ un sixième de la population américaine est catholique. Le 29 juin 1908, par la constitution Sapienti consilio, le pape Pie X détache les États-Unis de la Congrégation de la Propagande, ce qui signifie que le pays n'est plus considéré comme une terre de mission. Les actuels immigrés catholiques viennent majoritairement des Philippines, de Pologne et d'Amérique latine (en particulier du Mexique). Ce mélange de diverses cultures a affecté la pratique religieuse dans le pays ; dans plusieurs diocèses, on parle à la fois anglais et espagnol.
En 1928, l'Irlando-Américain Al Smith est le premier candidat catholique en position éligible à l'élection présidentielle pour le parti démocrate mais il est battu par le républicain Herbert Hoover. En 1960, les Américains élisent pour la première fois un président catholique, John Fitzgerald Kennedy. Avec Joe Biden, ils sont les deux seuls présidents catholiques des États-Unis, les autres présidents étant tous de confession protestante. 
Le pape Paul VI est le premier pape à visiter l’Amérique en 1965. Il s'efforce de traiter les Amériques comme un seul ensemble de pays aux problèmes communs, comprenant les écarts de salaires extrêmes, l’immigration, le trafic de stupéfiants, les droits de l’homme, le consumérisme et la pensée laïque. Les nouvelles Églises venues pour la plupart des États-Unis telles que les évangéliques, Témoins de Jéhovah et mormons concurrencent de plus en plus le catholicisme en Amérique latine. Le 4 octobre 1965, Paul VI fait à New York un séjour de treize heures et demie. Il prononce un discours de trente-cinq minutes sur le désarmement nucléaire, citant le premier président catholique américain, Kennedy. Il rend visite au président Lyndon Johnson pendant quarante-six minutes à l’hôtel Waldorf-Astoria. Il visite la cathédrale Saint-Patrick et une église près du siège des Nations unies. En commençant dans le Queens en passant par Harlem et finalement sur la Cinquième Avenue à Manhattan, il fait une procession de 25 kilomètres qui accueille des millions de personnes. Il termine sa visite par une messe au Yankee Stadium avec 90 000 fidèles. Il termine son voyage en regardant la Pietà de Michel-Ange à la Foire internationale dans le Queens. On estime qu’il a été vu en personne par un million de personnes et à la télévision ou à l’écran par 100 millions.

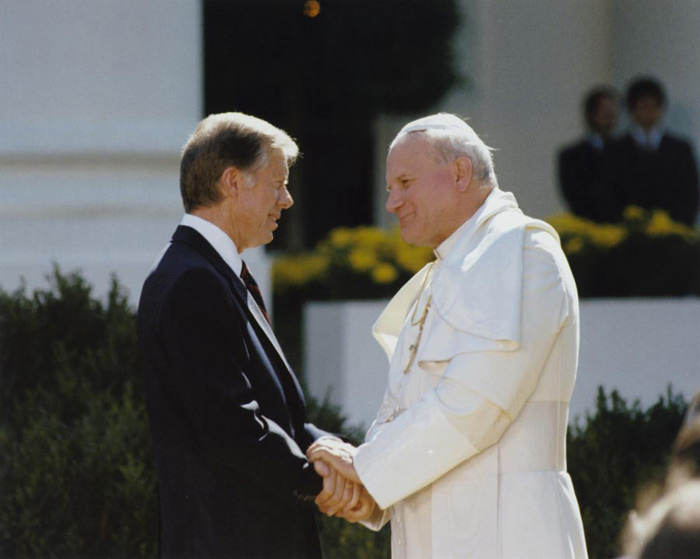
Jean-Paul II avec président des États-Unis Jimmy Carter à la Maison-Blanche.

En octobre 1979, le pape Jean-Paul II se rend en Amérique pour son premier voyage sur sept. Il commence à Boston puis se rend à New York où il prend la parole aux Nations unies, où il plaide en faveur des droits de l’homme pour tous, en particulier pour les Arabes palestiniens. Il passe deux jours à New York où il rassemble 80 000 fidèles en célébrant la messe au Yankee Stadium, rappelant aux gens qu’il est « urgent » d’aider les pauvres. Il rencontre ensuite le président Jimmy Carter, devenant ainsi le premier pape à entrer à la Maison-Blanche. Sur la pelouse du sud, il prononce un discours devant 10 000 invités où il prône la limitation des armes nucléaires et rappelle sa position contre l’avortement. 
À la fin du XXe siècle, l'Église catholique aux États-Unis est confrontée une crise à la suite des abus sexuels sur mineurs dont se sont rendus coupables des prêtres américains ; la réaction des autorités épiscopales a également fait l'objet de critiques. D'après le John Jay report, 4 132 prêtres (sur les 109 694 qui ont exercé leur ministère durant cette période) ont été accusés d'abus sexuels sur 11 000 enfants entre 1950 et 2002. Les indemnités financières versées aux victimes sont évaluées à deux milliards de dollars.
De 1997 à 2010, la campagne Catholics come home! (Catholiques revenez à la maison !) aurait permis de faire revenir 200 000 personnes à la foi catholique.
Le 8 mai 2025, le cardinal Robert Francis Prevost est élu pape lors du conclave de 2025 sous le nom de Léon XIV, devenant le premier Américain de l'histoire à devenir pape. 

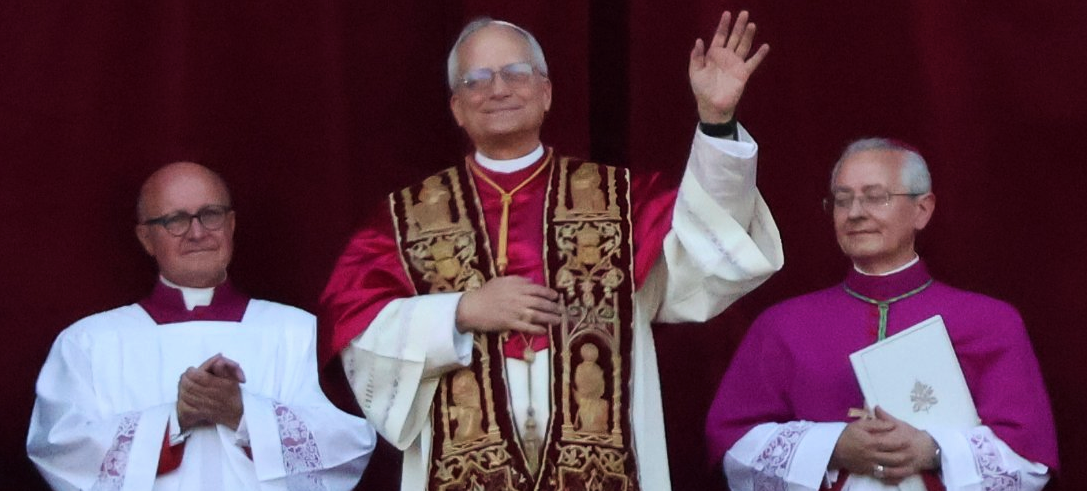
Léon XIV sur le balcon de la Basilique Saint-Pierre après son élection.

## Organisation

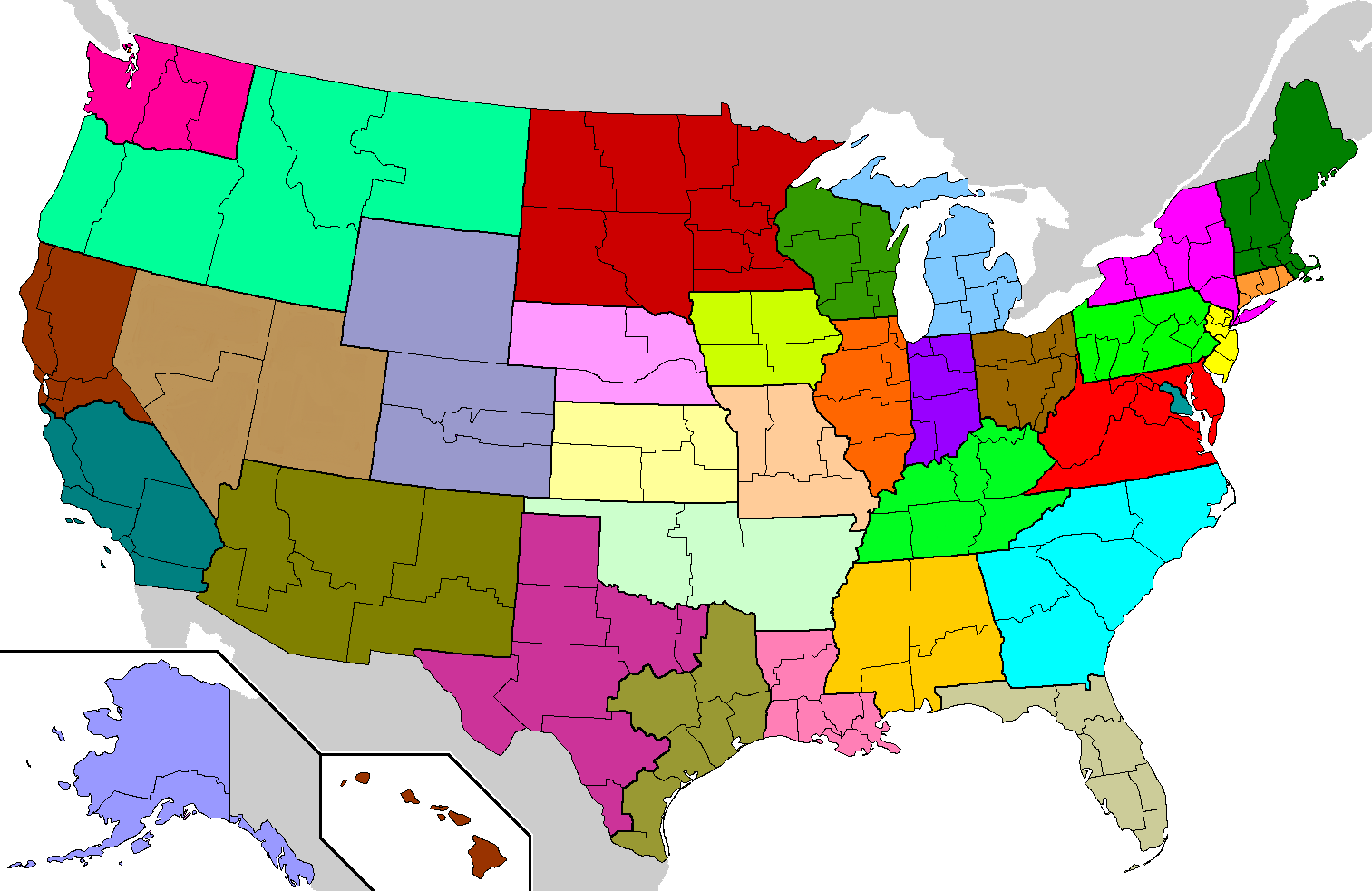
Les trente-deux provinces ecclésiastiques de rite latin aux États-Unis.

Avec un peu moins de 20 000 paroisses, l'Église catholique se place en troisième position derrière la Convention baptiste du Sud et l'Église méthodiste unie. Cependant, une paroisse catholique compte généralement plus de paroissiens (en moyenne 2 500) que celles des deux dénominations précédentes.
L'organisation qui rassemble les prélats de la hiérarchie catholique aux États-Unis est la Conférence des évêques catholiques des États-Unis qui regroupe 195 diocèses. Les évêques américains ne jouissent d'aucun primat au sens strict, mais l'archevêque de Baltimore possède une préséance sur les autres évêques. L'archidiocèse de Baltimore fut en 1789 le premier diocèse et John Carroll le premier évêque du pays, qui compte aujourd'hui plusieurs grands autres archidiocèses et 17 cardinaux.
Les 197 juridictions (aux États-Unis et dans les Îles Vierges américaines) représentés par la Conférence des évêques catholiques des États-Unis se répartissent ainsi :
- 145 diocèses catholiques de rite latin ;
- 33 archidiocèses catholiques de rite latin (dont l'ordinariat militaire) ;
- 16 diocèses catholiques de rite oriental ;
- 2 archidiocèses catholiques de rite oriental ;
- 1 ordinariat personnel.

Dans le Commonwealth de Porto Rico, les évêques des six diocèses forment leur propre conférence, la Conférence épiscopale portoricaine. Les évêques des territoires non incorporés des États-Unis de l'océan Pacifique — les Îles Mariannes du Nord, les Samoa américaines et Guam — sont membres de la Conférence épiscopale du Pacifique.
Aux États-Unis, l'Église compte près de 41 500 prêtres (diocésains et religieux) et plus de 30 000 ministres laïcs (lay ministers ; dont 80 % de femmes), 17 000 diacres permanents, un peu plus de 60 000 sœurs et de 5 000 frères, 16 cardinaux, 424 évêques (actifs et retraités) et environ 5 000 séminaristes.
De façon générale, l'Église emploie plus d'un million de personnes qui travaillent dans les paroisses, les écoles paroissiales ou diocésaines, les maisons de repos, les maisons de retraite, les hôpitaux diocésains et d'autres établissements charitables.

## Institutions

### Santé et social
Catholic Charities est un réseau mondial d'œuvres de charité dont le but est de venir en aide aux gens dans le besoin. C'est l'une des plus grandes organisations de charité aux États-Unis, la 5e selon le classement du magazine Forbes en 2006. Catholic Charities USA, dont le siège se trouve à Alexandria en Virginie, a été fondée en 1910 sous le nom de National Conference of Catholic Charities. Son réseau est composé de plus de 1 700 agences, établissements et organismes, dont des organismes diocésains tel que le Catholic Charities of the Archdiocese of Chicago.
562 hôpitaux catholiques soignent près de 90 millions de patients.

### Enseignement
Le système éducatif catholique compte plus de 6 000 elementary schools et 1 300 high schools qui totalisent respectivement 1,6 million et 0,67 million d'élèves. Les écoles primaires et secondaires ne scolarisent cependant pas plus de 5,5 % des enfants américains en âge d'aller à l'école. De moins en moins de catholiques mettent leurs enfants dans l’enseignement catholique (20 % dans l’élémentaire, 10 % dans le secondaire, contre le double il y a une décennie). Ainsi, les Hispaniques choisissent majoritairement les écoles publiques.
On dénombre approximativement 225 universités catholiques, parfois prestigieuses, parmi lesquelles Boston College, l'université de Georgetown, l'université Notre-Dame, l'université de San Francisco, l'université catholique d'Amérique, l'université de Seattle, l'université de Dayton, l'université de Saint John, Providence College, l'université DePaul, l'université Fordham, l'université La Salle, l'université Loyola de Chicago, l'université Marquette, l'université Saint-Joseph de Philadelphie, l'université de Santa Clara, l'université Villanova, etc. 7 250 000 étudiants y sont scolarisés. Le budget de l'enseignement catholique américain primaire et secondaire au début du XXIe siècle représente près de dix milliards de dollars.
En 2010, les évêques américains ont lancé une campagne visant à attirer un million de jeunes étudiants hispaniques dans les universités catholiques d'ici 2020.

### Cour suprême
Au début des années 1980, il n'y avait qu'un seul catholique à la Cour suprême des États-Unis : William Joseph Brennan Junior. La situation a changé au milieu des années 1980, lorsque le président Ronald Reagan y a nommé Antonin Scalia (1986) et Anthony Kennedy (1988). Ils ont été rejoints en 1991 par Clarence Thomas, nommé par le président George H. W. Bush (lors de sa nomination, il faisait partie de l'Église épiscopalienne, mais est depuis devenu catholique). Le président George W. Bush a nommé en 2005 John G. Roberts Jr., l'actuel président de la Cour, et en 2006 Samuel Alito ; pour la première fois, il y avait une majorité de catholiques au sein de la Cour suprême. Sonia Sotomayor a accru cette majorité en 2009, portant à six le nombre de catholiques sur les neuf membres de la Cour. Le fait que les catholiques soient maintenant la plus grande dénomination religieuse aux États-Unis et de plus en plus instruits sont des facteurs à considérer.

## Démographie

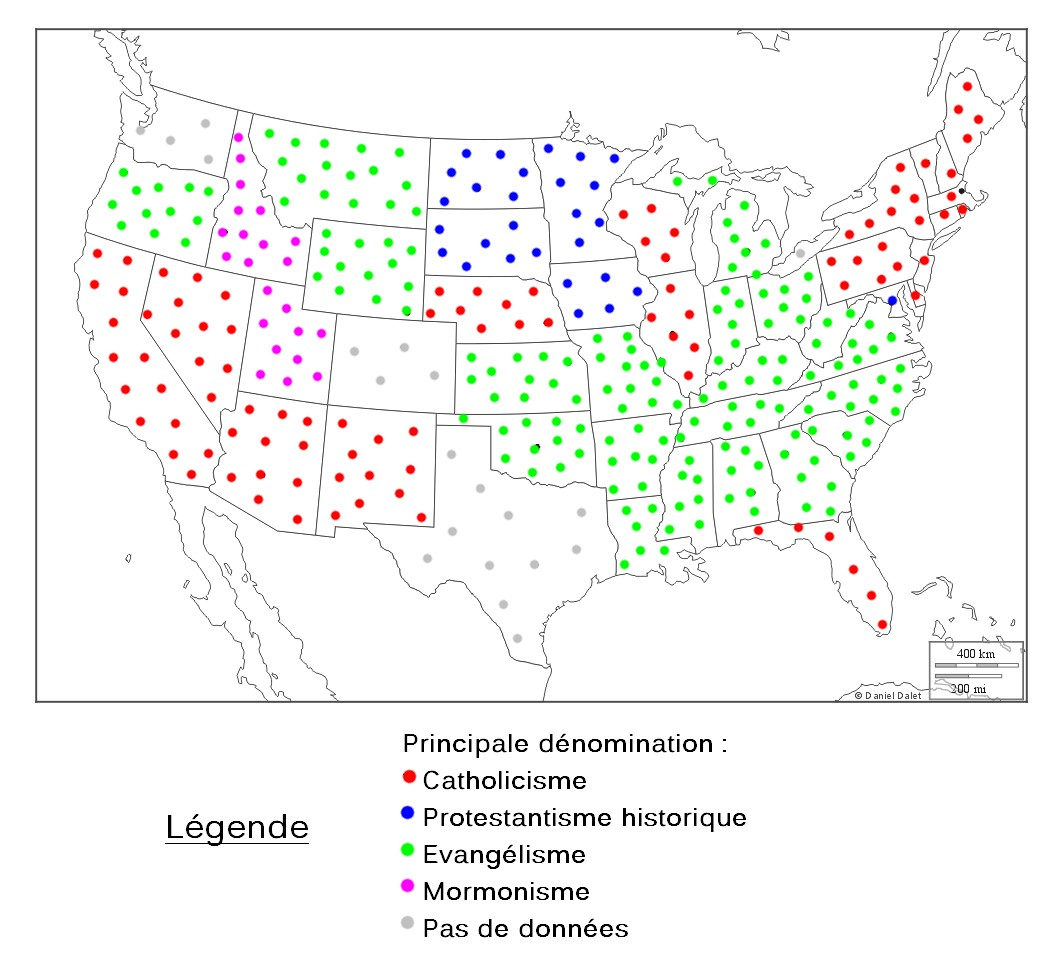
Source : Pew Forum, US Religious landscape survey.

Les catholiques américains représentent environ 6 % des catholiques du monde. Il y a aux États-Unis 68 115 001 catholiques (22 % de la population américaine qui s'élève à plus de 300 millions) selon l’Official Catholic Directory (l'annuaire catholique officiel) de 2009. Les pourcentages des années précédentes varient généralement entre 20 % et 28 %. Selon les enquêtes du Pew Research Center menées de janvier 2006 à septembre 2006, 25,2 % de la population américaine se déclare membre de l'Église catholique. Selon une nouvelle enquête du Pew Forum on Religion & Public Life (2008), 23,9 % d'Américains se présentent comme catholiques. L'étude note également que 10 % des protestants sont d'anciens catholiques et qu'à l'inverse 8 % des catholiques étaient auparavant de confession protestante. Au niveau national, on compte plus d'ouvertures que de fermetures de paroisses. Le quadrant nord-est des États-Unis (Nouvelle-Angleterre, États Mid-Atlantic, Nord-Est Central, Nord-Ouest Central) a vu le nombre de ses paroisses chuter depuis 1970 tandis qu'il est en hausse dans les cinq autres régions de recensement (Atlantique Sud, Sud-Est Central, Sud-Ouest Central, division Mountain et division Pacifique).
Selon un sondage réalisé par The Barna Group en 2004, 60 % des catholiques américains sont blancs (souvent d'origine irlandaise, italienne, française ou polonaise), 31 % hispaniques, 4 % noirs et 5 % d'une autre origine. Entre 1990 et 2008, on dénombre onze millions de catholiques supplémentaires, dont neuf millions de Latinos. En 2008, ces derniers représentent 32 % des catholiques américains contre 20 % en 1990.

### Par État
| Rang (en termes de pourcentage) | État                 | Pourcentage de catholiques | Principale dénomination simple                       |
| ------------------------------- | -------------------- | -------------------------- | ---------------------------------------------------- |
| 1                               | Rhode Island         | 43                         | Catholicisme                                         |
| 1                               | Massachusetts        | 43                         | Catholicisme                                         |
| 1                               | Connecticut          | 43                         | Catholicisme                                         |
| 4                               | New Jersey           | 42                         | Catholicisme                                         |
| 5                               | New York             | 39                         | Catholicisme                                         |
| 6                               | Illinois             | 32                         | Catholicisme                                         |
| 7                               | Californie           | 31                         | Catholicisme                                         |
| 7                               | Nebraska             | 31                         | Catholicisme                                         |
| 9                               | Vermont              | 29                         | Catholicisme                                         |
| 9                               | New Hampshire        | 29                         | Catholicisme                                         |
| 9                               | Wisconsin            | 29                         | Catholicisme                                         |
| 9                               | Pennsylvanie         | 29                         | Catholicisme                                         |
| 9                               | Maine                | 29                         | Catholicisme                                         |
| 16                              | Nevada               | 27                         | Catholicisme                                         |
| 16                              | Delaware             | 27                         | Catholicisme                                         |
| 18                              | Floride              | 26                         | Catholicisme                                         |
| 18                              | Nouveau-Mexique      | 26                         | Catholicisme                                         |
| 20                              | Arizona              | 25                         | Catholicisme                                         |
| 14                              | Minnesota            | 28                         | Protestantisme mainline (en)                         |
| 20                              | Iowa                 | 25                         | Protestantisme mainline (en)                         |
| 20                              | Dakota du Nord       | 25                         | Protestantisme mainline (en)                         |
| 20                              | Dakota du Sud        | 25                         | Protestantisme mainline (en)                         |
| 32                              | District de Columbia | 18                         | Protestantisme mainline (en)                         |
| 32                              | Maryland             | 18                         | Protestantisme mainline (en)                         |
| 14                              | Louisiane            | 28                         | Évangélisme                                          |
| 24                              | Texas                | 24                         | Évangélisme                                          |
| 25                              | Kansas               | 23                         | Évangélisme                                          |
| 25                              | Michigan             | 23                         | Évangélisme                                          |
| 25                              | Montana              | 23                         | Évangélisme                                          |
| 25                              | Wyoming              | 23                         | Évangélisme                                          |
| 29                              | Ohio                 | 21                         | Évangélisme                                          |
| 32                              | Indiana              | 18                         | Évangélisme                                          |
| 32                              | Missouri             | 18                         | Évangélisme                                          |
| 37                              | Washington           | 16                         | Évangélisme                                          |
| 39                              | Kentucky             | 14                         | Évangélisme                                          |
| 39                              | Oregon               | 14                         | Évangélisme                                          |
| 39                              | Virginie             | 14                         | Évangélisme                                          |
| 42                              | Géorgie              | 12                         | Évangélisme                                          |
| 42                              | Oklahoma             | 12                         | Évangélisme                                          |
| 45                              | Mississippi          | 9                          | Évangélisme                                          |
| 45                              | Caroline du Nord     | 9                          | Évangélisme                                          |
| 47                              | Caroline du Sud      | 8                          | Évangélisme                                          |
| 48                              | Tennessee            | 7                          | Évangélisme                                          |
| 48                              | Virginie-Occidentale | 7                          | Évangélisme                                          |
| 50                              | Alabama              | 6                          | Évangélisme                                          |
| 51                              | Arkansas             | 5                          | Évangélisme                                          |
| 32                              | Idaho                | 18                         | Église de Jésus Christ des saints des derniers jours |
| 44                              | Utah                 | 10                         | Église de Jésus Christ des saints des derniers jours |
| 30                              | Hawaï                | 20                         | Aucune                                               |
| 31                              | Colorado             | 19                         | Aucune                                               |
| 37                              | Alaska               | 16                         | Aucune                                               |

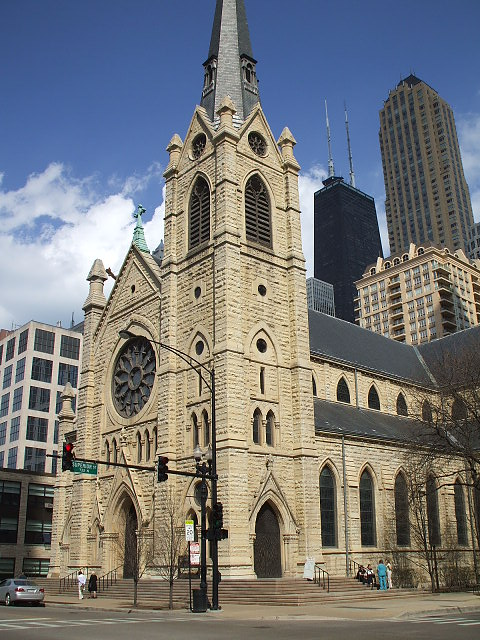
La cathédrale du Saint-Nom de Chicago.

- Le Rhode Island, le plus petit État américain, est également le plus catholique[36].
- En Louisiane, les catholiques se trouvent surtout dans le Sud[37]. Plus de la moitié des Noirs catholiques des États-Unis vivent dans cet État[38].
- Les catholiques sont peu présents dans les États formant la « Ceinture de la Bible », fiefs des protestants fondamentalistes.
- Les États d'Alaska et de Hawaï ne sont pas inclus dans le tableau. Selon les sources, il y aurait environ 20 % de catholiques

## Personnalités
- Serviteurs de Dieu : Vincent Robert Capodanno, Dorothy Day, Dimitri Galitzine, Isaac Hecker, Emil Kapaun, Rose Hawthorne Lathrop, Patrick Peyton, Fulton Sheen.
- Vénérables : Nelson Baker, Solanus Casey, Cornelia Connelly, Samuel Mazzuchelli, Pierre Toussaint, Félix Varela.
- Bienheureux/ses : Michael J. McGivney, Carlos Manuel Rodríguez Santiago, François-Xavier Seelos.
- Saint(e)s : John Neumann (premier saint américain), Elizabeth Ann Seton (première sainte américaine), Père Damien, René Goupil, Françoise-Xavière Cabrini, Jean de La Lande, Catherine Drexel, Philippine Duchesne, Mère Théodore Guérin, Isaac Jogues, Junípero Serra, Marianne Cope, Kateri Tekakwitha.

### Saints des États-Unis
- Sainte Elizabeth Ann Seton est la première sainte native du continent américain. Elle s'engage dans des œuvres de charité et fonde en 1797 la Société d'aide aux veuves et orphelins déshérités. Elle se convertit au catholicisme en 1805 et fonde une école de jeunes filles à Baltimore. Elle fonde aussi en 1809 la congrégation des Sœurs de la charité de Saint-Joseph, premier ordre chrétien né aux États-Unis. Elle fonde aussi en 1809 une autre école cette fois-ci pour les enfants pauvres à Emmitsburg. Élue mère supérieure elle prononce ses vœux en 1810 avec 18 autres sœurs[39],[40].
- Saint Jean Népomucène Neumann est un saint américain né dans l'actuelle République Tchèque en 1811. Il meurt naturalisé américain en 1860. En 1836 comme l’épiscopat local suspend les ordinations il préfère émigrer aux États-Unis pour y œuvrer dans des missions. Ordonné trois semaines après son arrivée aux États-Unis (à Manhattan) il contribue à évangéliser les pauvres migrants de New-York (État), Baltimore et Pittsburgh. Il rejoint en 1842 l'ordre des Rédemptoristes. En 1852 il est nommé évêque de Philadelphie et lance de grands travaux qui mèneront à l'achèvement de la cathédrale de Baltimore, à la création de cent églises et de quatre-vingts écoles. Toutes ces réalisations prennent forme dans les États de Pennsylvanie et du Delaware[39],[41].

## Liberté religieuse
Le 29 septembre 2011, l'archevêque de New York, le cardinal Dolan, alors président de la Conférence des évêques catholiques des États-Unis (USCCB), nomme Mgr William Lori président d'une nouvelle commission ad hoc pour la liberté religieuse. Il constate en effet l'érosion grandissante de la liberté religieuse aux États-Unis et les menaces sur le catholicisme dans ce pays. En juin 2017, les évêques américains votent pour établir une commission permanente de défense de la liberté religieuse aux États-Unis. Le bureau de la liberté religieuse est dirigé par Mgr Joseph Edward Kurtz (en), qui a été président de l'USCCB de 2013 à 2016.
Une semaine de la liberté religieuse aux États-Unis se tient chaque année en été, coïncidant avec la fête nationale de l'Indépendance le 4 juillet et avec la fête de saint Thomas More et saint Jean Fisher, le 22 juin.